# 1201 Стренуа
1201 Стренуа (1201 Strenua) — астероїд головного поясу, відкритий 14 вересня 1931 року.
Тіссеранів параметр щодо Юпітера — 3,356.